# 더 도나스
더 도나스(The Donnas)는 미국의 여성 록 밴드이다. 2005년 마룬 5가 헤드라이닝 한 제 5회 혼다 시빅 투어를 서포팅하였다.

## 디스코그래피
- The Donnas (1997)
- American Teenage Rock 'n' Roll Machine (1998)
- Get Skintight (1999)
- The Donnas Turn 21 (2001)
- Spend the Night (2002)
- Gold Medal (2004)
- Bitchin' (2007)